# Piccolo Teatro (Milano)

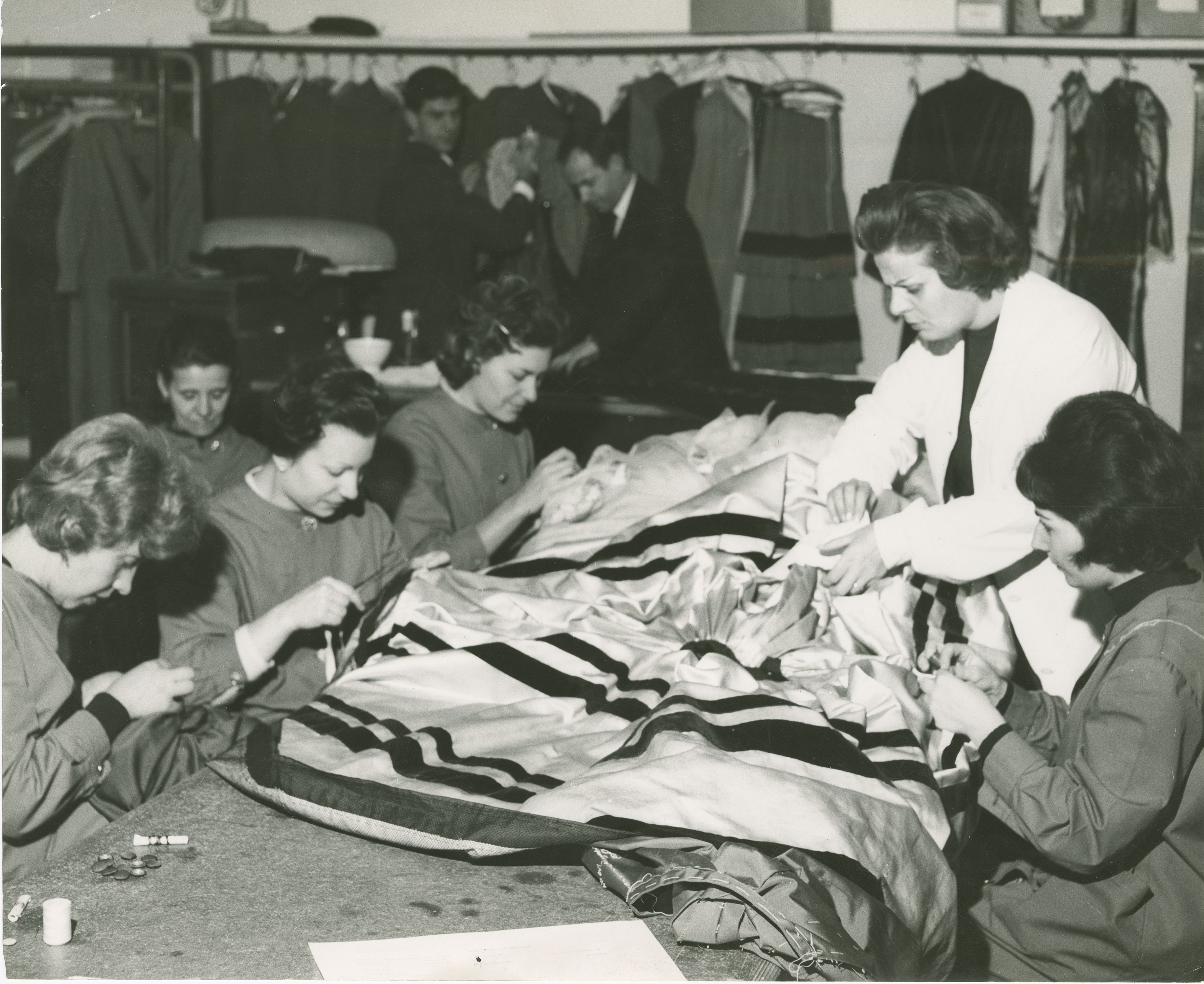
Lavoratrici e lavoratori della sartoria del Piccolo Teatro di Milano nel 1962

Il Piccolo Teatro di Milano è il primo teatro stabile italiano, fondato il 14 maggio 1947 da Giorgio Strehler, Paolo Grassi,  sua moglie Nina e  Mario Apollonio. Dal 1991 è Teatro d'Europa per decreto ministeriale.
Il teatro consta attualmente di tre sale: la Sala Grassi (sede storica di via Rovello), il Teatro Studio Melato (spazio sperimentale che ospita anche la scuola di teatro), il Teatro Strehler (sede principale, inaugurata nel 1998).
Dopo la morte di Giorgio Strehler, la direzione è stata affidata a Sergio Escobar, che ha guidato il Piccolo dall'ottobre 1998 al luglio 2020. Consulente artistico, dal 1999 fino alla sua scomparsa, è stato il regista Luca Ronconi. Dal 2015 al 2020 il consulente artistico che ha affiancato Sergio Escobar è stato lo scrittore e drammaturgo Stefano Massini. Dal 1º dicembre 2020 il Direttore del Piccolo è Claudio Longhi.

## Storia

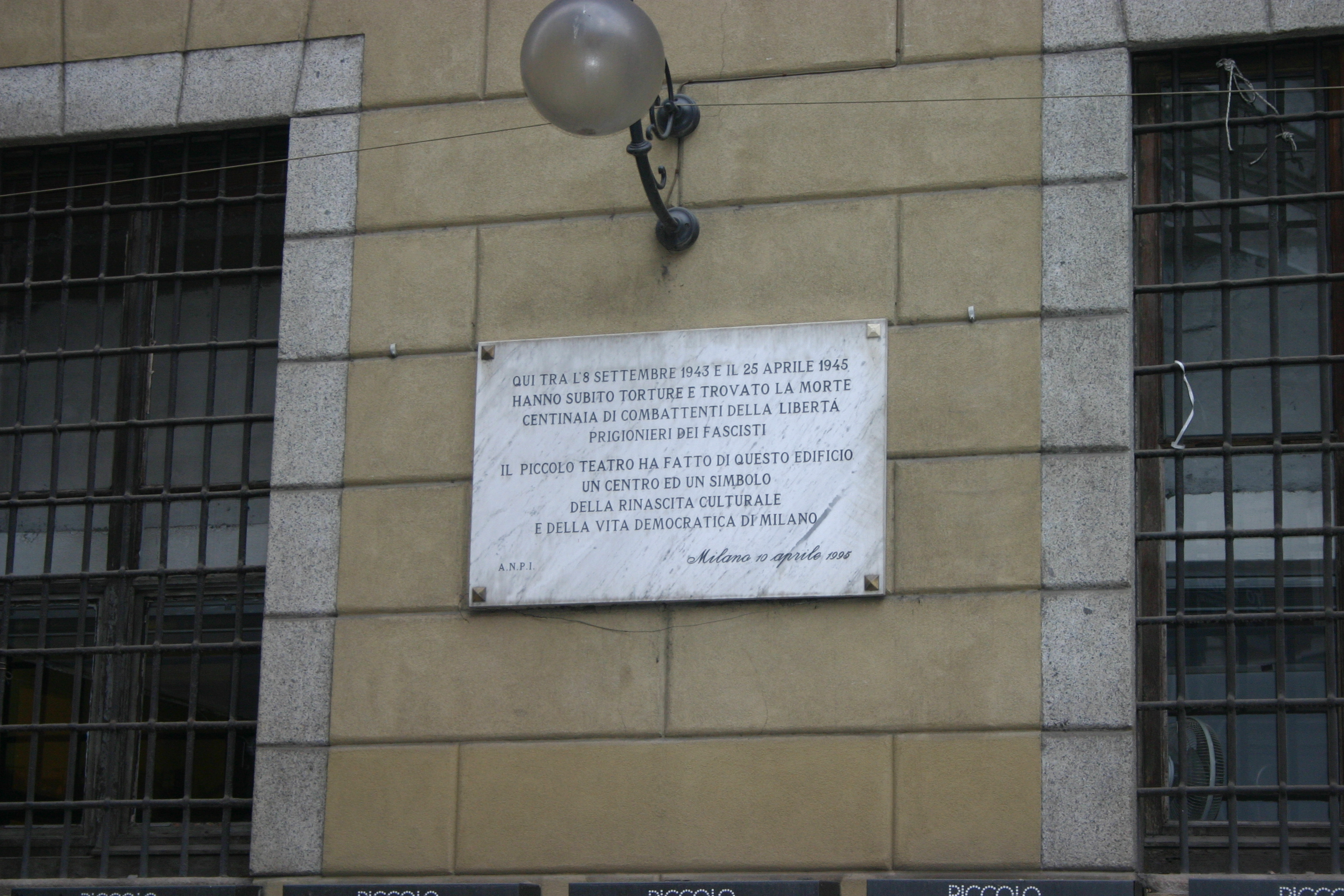
Targa in memoria delle vittime delle violenze e torture perpetrate dalla Legione autonoma Muti nei locali dell'odierno teatro

Il secondo dopoguerra vide la nascita, in Italia, dei teatri pubblici, chiamati anche stabili in contrapposizione alle compagnie private, che erano itineranti. Il teatro italiano aveva accumulato un certo ritardo rispetto ad altri paesi: la moderna regia non si era ancora sviluppata e i tempi per le prove erano molto ridotti. Anche il fascismo non aveva inciso sul panorama teatrale, preferendo sovvenzionare compagnie private per poterne orientare le scelte. Nel secondo dopoguerra si fece invece strada la richiesta di un teatro come servizio pubblico: di questa istanza si fecero portatori Paolo Grassi e Giorgio Strehler, i quali si conobbero nel 1938 a Milano, alla fermata del tram 6 all'angolo tra corso Buenos Aires e via Petrella. Grassi diede voce alle idee sul teatro come servizio pubblico in un articolo pubblicato sull'Avanti! del 25 aprile 1946.
Negli anni successivi alla conclusione del secondo conflitto mondiale, Milano è una città in grande fermento: ha vissuto la Resistenza, le rivendicazioni sindacali e sta affrontando la difficile ricostruzione. In questo contesto, Paolo Grassi, Gianni Ratto e Giorgio Strehler trovano un interlocutore privilegiato nel sindaco, l'avvocato socialista Antonio Greppi: appassionato di teatro (per un certo periodo fu anche autore) sostenne la necessità di una rinascita anche culturale della città.
Teatri già attivi in quegli anni erano Teatro Lirico, il Teatro Nuovo, il Mediolanum, il Teatro Odeon e il Teatro Excelsior. Proprio in quest'ultimo, nel novembre 1946, andò in scena I piccoli borghesi di Maksim Gor'kij, spettacolo organizzato da Paolo Grassi con regia di Giorgio Strehler: è considerato la prova generale della nascita del Piccolo Teatro.
Il 26 gennaio 1947 la Giunta municipale deliberò la costituzione del nuovo teatro, con il nome di Piccolo teatro della città di Milano, e gli assegnò come sede il Palazzo Carmagnola, conosciuto anche con il nome di Broletto, in via Rovello 2, sede della Filodrammatica degli impiegati comunali, divenuto negli anni della R.S.I. luogo di supplizi ad opera della milizia fascista Ettore Muti. Lo spazio può contare su un palcoscenico di dimensioni ridotte (sei metri di profondità per cinque e mezzo di larghezza) e circa 500 posti a sedere. Il nome "Piccolo teatro" fa riferimento, da un lato, a questi spazi non certo grandi, mentre dall'altro è un omaggio al Malij Teatr di Mosca (piccolo in opposizione al Bolscioi).
Il Piccolo, a gestione municipale, fu insieme il primo teatro pubblico e il primo teatro stabile d'Italia. Sono considerati fondatori Paolo Grassi, Giorgio Strehler e Nina Vinchi, segretaria generale del Piccolo, perno centrale della struttura organizzativa.
I primi quattro membri della commissione artistica, nominati dalla Giunta del sindaco Greppi, furono: Paolo Grassi, Giorgio Strehler, Mario Apollonio e Virginio Tosi. Negli anni Cinquanta anche Eugenio Montale divenne un membro della commissione. 
Gli intenti programmatici del Piccolo Teatro furono dichiarati sul Politecnico di Elio Vittorini, dove fu sottolineata la volontà di realizzare un teatro d'arte per tutti: il repertorio non avrebbe compreso testi destinati a essere pura e semplice evasione per compiacere il pubblico e garantirsi così un guadagno, come accadeva con le compagnie private. Il Piccolo sarebbe stato teatro d'arte poiché si poneva come teatro avente unicamente ambizioni artistiche, senza una gestione speculativa, e con una precisa progettualità nella scelta degli spettacoli. Sarebbe stato inoltre un teatro per tutti, poiché i prezzi dei biglietti sarebbero stati mantenuti bassi e vi sarebbe stata la possibilità di sottoscrivere abbonamenti e di ricevere sconti nel caso di gruppi. Secondo l'opinione di Grassi, infatti, il popolo non rimaneva fuori dai teatri per una questione culturale, ma unicamente per ragioni economiche.
Completati, a spese del Comune, i lavori di ristrutturazione dello spazio teatrale, il Piccolo Teatro inaugurò il 14 maggio 1947 con l'Albergo dei poveri di Maksim Gor'kji, regia di Giorgio Strehler, che vi recita anche la parte del ciabattino Alioscia. Prima dello spettacolo Grassi tenne un discorso in cui ringraziò il Comune, gli enti pubblici e privati e gli stessi spettatori e abbonati; lo spettacolo fu preceduto da una Serenata di Mozart suonata dall'orchestra della Scala diretta dal maestro Jonel Perlea.
Gli altri spettacoli della prima stagione furono Il mago dei prodigi di Pedro Calderón de la Barca, Le notti dell'ira di Armand Salacrou e Il servitore di due padroni (meglio conosciuto come Arlecchino servitore di due padroni) di Carlo Goldoni, con Marcello Moretti nei panni di Arlecchino, spettacolo destinato ad essere ripreso più volte nella storia del Piccolo, in diverse versioni, alcune delle quali debuttarono all'estero.
La stagione successiva, 1947-1948, vide in cartellone un altro spettacolo del quale Giorgio Strehler proporrà tre diverse versioni: I giganti della montagna, ultimo testo teatrale scritto da Luigi Pirandello, rimasto incompiuto.

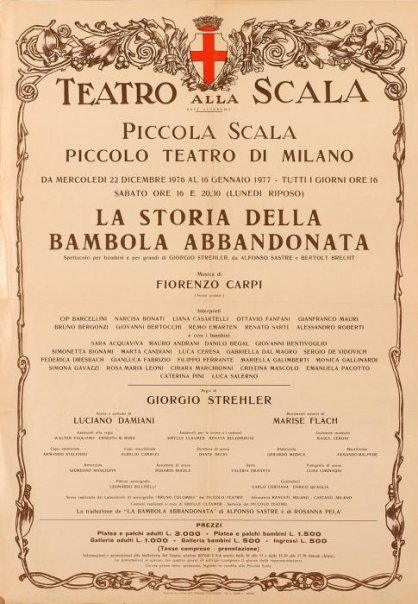
Strehler-Carpi La storia della bambola abbandonata, locandina, 1976-1977

Nel 1952 la sede del Piccolo in via Rovello è oggetto di interventi di ristrutturazione, su progetto degli architetti Ernesto Nathan Rogers e Marco Zanuso tesi ad allargare il palco e ad aumentare la capienza della sala.
Nel 1950 con la regia di Vittorio Orsenigo sono rappresentati Ubu Roi di Alfred Jarry e Le Mammelle di Teresia di Guillaume Apollinaire. Intanto Giorgio Strehler firmava la regia di spettacoli di autori sui quali tornerà più volte a lavorare nel corso della sua carriera: Carlo Goldoni con Gl'innamorati (stagione 1950-1951), La vedova scaltra (1953), La trilogia della villeggiatura (1954); Luigi Pirandello con Sei personaggi in cerca d'autore (1953) e L'imbecille, La patente e La giara (1954, rappresentati in un'unica serata); William Shakespeare con Riccardo III (stagione 1949-1950), Macbeth (1952), Giulio Cesare (1953) e Coriolano (1957). Negli anni Cinquanta crebbe anche l'importanza di Bertolt Brecht e del suo teatro epico: Strehler si avvicinò a Brecht, in questo periodo, con L'Opera da tre soldi (1956) e l'Anima buona del Sezuan (1958), fino a giungere, nel 1963, a mettere in scena la Vita di Galileo, tra i suoi spettacoli più importanti, con la collaborazione dell'Artista Rossi da Senigallia, suo capo Scenografo. 
Gli anni Sessanta videro un tentativo di decentramento da parte del Piccolo, un esperimento per coinvolgere maggiormente le periferie: Il servitore di due padroni fu rappresentato al circo Medini, con Arlecchino interpretato da Ferruccio Soleri, che sostituì Marcello Moretti deceduto nel 1961. Gli anni Sessanta furono anche gli anni della contestazione: il Piccolo divenne bersaglio di polemiche, così come gli altri teatri stabili, considerati da abbattere. In questo clima Strehler decise, nel 1968, di lasciare il Piccolo e diede vita, insieme a un gruppo di attori, al Gruppo Teatro e Azione: tra i suoi lavori più importanti di questo periodo si possono ricordare Cantata di un mostro lusitano, di Peter Weiss, andato in scena nel 1969 al Lirico (allora altra sede del Piccolo) e Santa Giovanna dei macelli, tratto da un testo di Brecht, presentato al Maggio Musicale Fiorentino del 1970. Dal 1968 al 1972 le redini del Piccolo furono tenute dal solo Grassi; lo spettacolo più importante di questo periodo fu Lulu di Frank Wedekind, rappresentato nella stagione 1971-1972 con regia di Patrice Chereau.
Nel 1972 Paolo Grassi divenne sovrintendente della Scala e Giorgio Strehler tornò al timone del Piccolo come direttore artistico unico. Lo spettacolo che segnò il suo ritorno fu Re Lear di Shakespeare (1972). Strehler lavorò nuovamente su Shakespere con La tempesta, commedia rappresentata nel 1978.
Nel 1986, con lo spettacolo Elvira o la passione teatrale, in cui Strehler recitò accanto a Giulia Lazzarini, venne inaugurato il Teatro Studio (in via Rivoli 6), progettato dall'architetto Marco Zanuso. Nel 1987 venne fondata da Strehler la Scuola per attori, che ha sede nel Teatro Studio, oggi intitolata a Luca Ronconi.
Tra la fine degli anni Ottanta e l'inizio degli anni Novanta Strehler lavorò sul Faust di Goethe, che portò in scena in due spettacoli: Faust, frammenti parte prima (stagione 1988-1989) e Faust, frammenti parte seconda (stagione 1990-1991).
Nel 1991 il Piccolo fu riconosciuto "Teatro d'Europa" per la vocazione europeista e internazionale (come riconfermato successivamente dall'art 47 del DM n. 332 del 27 luglio 2017). Gli anni Novanta furono tuttavia anni difficili: Milano fu coinvolta negli scandali di tangentopoli e lo stesso Strehler venne processato per alcuni fondi europei destinati a finanziare corsi di formazione. Al termine della vicenda giudiziaria il regista fu però assolto con formula piena. Il 25 dicembre 1997 Giorgio Strehler si spense a Milano. Con la sua ultima regia, Così fan tutte di Mozart, venne inaugurata un mese più tardi, il 25 gennaio 1998, la nuova sede del Piccolo in largo Greppi 1.
Nel luglio 1998 Sergio Escobar ha assunto la direzione del Piccolo e Luca Ronconi è diventato il delegato artistico. Sotto la guida di Escobar e Ronconi il Piccolo Teatro ha accentuato la sua dimensione internazionale, anche grazie al Festival Teatro d'Europa; si sono inoltre avute esperienze destinate all'infanzia, come il Festival dei bambini e il cartellone dedicato Il Piccolo per i piccoli. Sono inoltre ospitati gli spettacoli di marionette della compagnia Carlo Colla.
Nella stagione 2000/2001 realizzò Lolita, sceneggiatura, spettacolo basato sulla sceneggiatura scritta da Vladimir Nabokov per il film di Stanley Kubrick e da quest'ultimo utilizzata solo parzialmente. Luca Ronconi si è dedicato a diversi progetti: il progetto sogno, per la stagione 1999-2000, con La vita è sogno di Calderón de la Barca e Il sogno di August Strindberg; il progetto greci, per la stagione 2003-2004, con Prometeo incatenato di Eschilo, Le baccanti di Euripide e Le rane di Aristofane; il progetto Testori con In exitu e Ambleto.
Ronconi ha anche ripreso la linea di ricerca, inaugurata da Strehler con Vita di Galileo di Brecht (1963), che indaga il rapporto tra teatro e scienza, portando in scena Infinities, spettacolo tratto dall'opera del matematico John D. Barrow. Infinities andò in scena per la prima volta l'8 marzo 2002 allo Spazio Bovisa, negli ex laboratori del teatro alla Scala. 
L'ultima regia di Luca Ronconi, che si è spento il 21 febbraio 2015 a Milano, è stata Lehman Trilogy di Stefano Massini.
Nel biennio 2008-2009, la sede storica di via Rovello è stata sottoposta a un intervento di restauro conservativo, che ha reso più confortevole e funzionale la sala (488 posti) e il palcoscenico. Durante il restauro sono stati scoperti affreschi riconducibili a Bramante e forse anche a Leonardo. Durante il medesimo intervento è stato recuperato anche il chiostro, oggi intitolato a Nina Vinchi.